# Edin Bahtić
Edin Bahtić (ur. 1 maja 1956 w Sarajewie) – bośniacki piłkarz występujący na pozycji pomocnika. Reprezentant Jugosławii.

## Kariera klubowa
Bahtić karierę rozpoczynał w zespole FK Bosna, a w 1978 roku przeszedł do Željezničara, grającego w pierwszej lidze jugosłowiańskiej. W sezonie 1980/1981 dotarł z nim do finału Pucharu Jugosławii, przegranego z Veležem Mostar. W sezonie 1983/1984 wraz z Željezničarem zajął zaś 3. miejsce w lidze, a w sezonie 1984/1985 został królem strzelców Pucharu UEFA. W 1985 roku przeszedł do greckiego Arisu Saloniki. Spędził tam dwa sezony, a potem wrócił do Željezničara, gdzie w 1989 roku zakończył karierę.

## Kariera reprezentacyjna
W reprezentacji Jugosławii Bahtić zadebiutował 12 września 1984 w przegranym 1:6 towarzyskim meczu ze Szkocją. W latach 1984–1985 w drużynie narodowej rozegrał dwa spotkania.